# Laskár
Laskár (in ungherese Laszkár) è un comune della Slovacchia facente parte del distretto di Martin, nella regione di Žilina.